# Francisco Benitez
Francisco Manuel Mourão Benitez (Lisboa, 30 de julho de 1964) é um empresário português do ramo da representação de marcas, residências de estudantes e lavandarias self-service. Notabilizou-se em 2020 por ser o rosto de um movimento de adeptos benfiquistas, o Movimento Servir o Benfica.

## Formação
É licenciado em Marketing pelo IADE, tendo também uma Pós-graduação em Gestão de Retalho pelo ISCTE.

## Carreira
Iniciou a sua vida profissional na área da publicidade, tendo passado posteriormente pela indústria e grande distribuição. Após isso, assumiu uma carreira de empresário, detendo empresas no ramo da representação de marcas, residências de estudantes e lavandarias self-service.
Em 2020, anunciou a candidatura à Presidência do Sport Lisboa e Benfica, tendo posteriormente desistido de forma a integrar a Lista de João Noronha Lopes.
Em 2021, após João Noronha Lopes anunciar que não se iria candidatar às eleições desse ano, anunciou a sua candidatura. Segundo os resultados anunciados pela Mesa da Assembleia Geral do clube, a sua lista teve 12,24% dos votos.